# Волим народно
Волим народно је девети албум хрватског музичара Синише Вуце.
Изашао је 2004. године, а издавач је била Croatia Records.

## Списак песама
1. „Проклет био алкохол“ – 3:39
2. „Волим народно“ (са Митром Мирићем) – 3:24
3. „Што ми ломиш душу?“ – 2:59
4. „Старим“ – 4:02
5. „Ех, да могу“ – 3:17
6. „Не питај ме“ (са Џејом Рамадановским) – 4:11
7. „Нека те други“ – 4:15
8. „Врати се, врати“ (са Весном Змијанац) – 4:20
9. „Маска“ – 2:37